# Цибрики
Цибрики — деревня в Ковернинском муниципальном округе Нижегородской области России.

## География
Деревня находится в северо-западной части Нижегородской области, в зоне хвойно-широколиственных лесов, при автодороге 22Н-3931, на расстоянии приблизительно 3 км (по прямой) к юго-западу от Ковернино, административного центра округа.

### Климат
Климат характеризуется как умеренно континентальный, с относительно тёплым коротким летом и холодной продолжительной зимой. Среднегодовая температура — 2,7 °C. Средняя температура воздуха самого тёплого месяца (июля) — 17,9 °C (абсолютный максимум — 37 °C); самого холодного (января) — −12,3 °C (абсолютный минимум — −46 °C). Среднегодовое количество атмосферных осадков составляет 566 мм, из которых большая часть выпадает в тёплый период.

### Часовой пояс
Деревня Цибрики, как и вся Нижегородская область, находится в часовой зоне МСК (московское время). Смещение применяемого времени относительно UTC составляет +3:00.

## Население
| 2002 | 2010 |
| ---- | ---- |
| 3    | ↘0   |

### Национальный состав
Согласно результатам переписи 2002 года, в национальной структуре населения русские составляли 100 %.